# Laila Biali

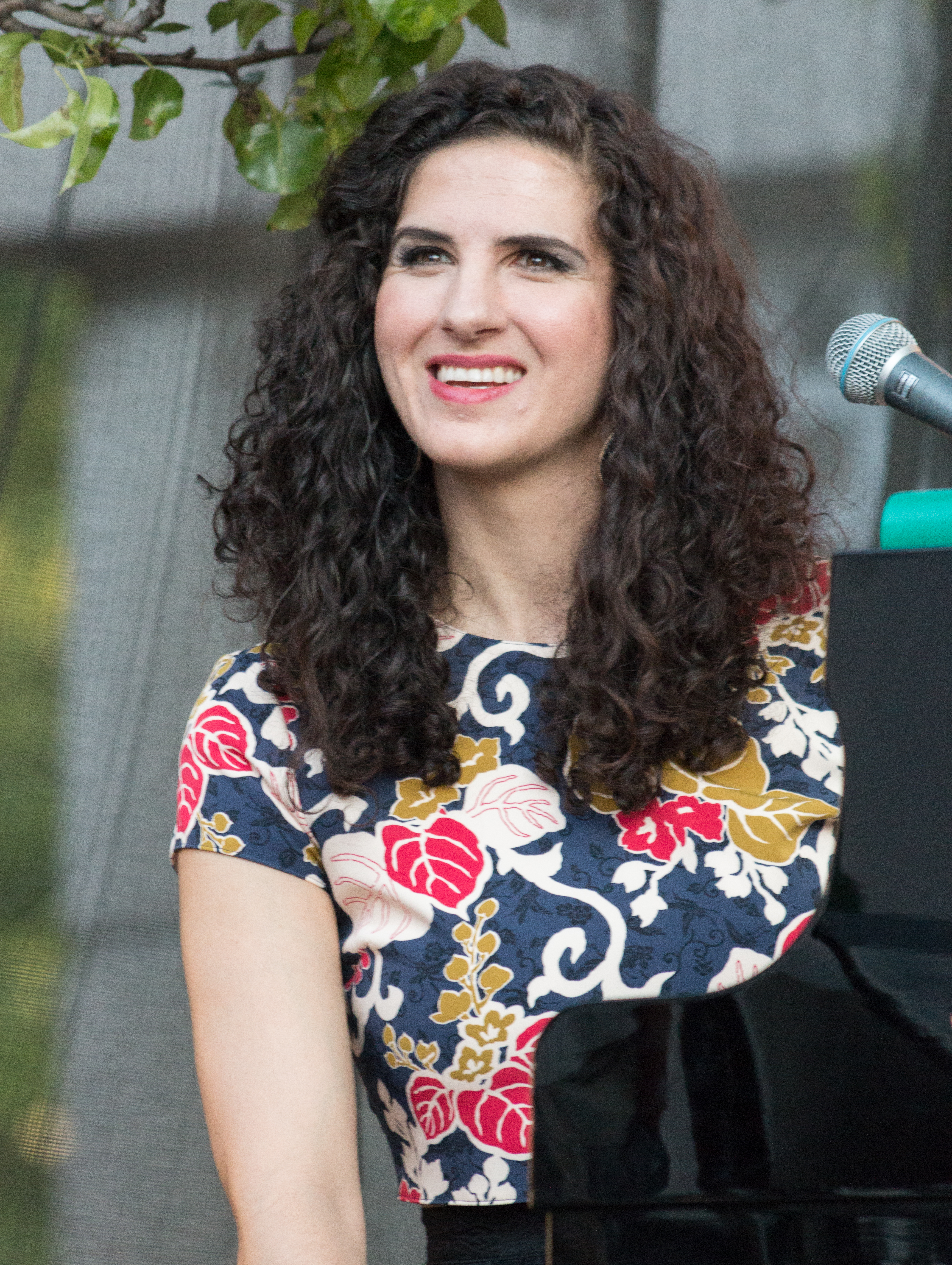
Laila Biali

Laila Biali (* 3. Oktober 1980 in Vancouver, Kanada) ist eine kanadische Jazzsängerin, Songwriterin und Pianistin, die auch als Radiomoderatorin tätig ist.

## Leben und Wirken
Biali wendete sich dem Klavier zu, als sie fünf Jahre alt war. In der Schule erhielt sie klassischen Musik- und Klavierunterricht, um dann am Royal Conservatory of Music zu studieren. Während des Studiums entwickelte sich ihr Interesse am Jazz. Mit 19 Jahren erhielt sie ein Stipendium für das Humber College in Toronto. 
Im Alter von 23 Jahren veröffentlichte Biali ihr Debütalbum Introducing the Laila Biali Trio; sie wurde dafür mit dem Galaxie Prize (Rising Star Award) bei den National Jazz Awards ausgezeichnet. Zwei Jahre später gewann sie Preise als SOCAN-Keyboarder des Jahres und Komponistin des Jahres bei den National Jazz Awards. Dann zog sie nach New York, hatte zahlreiche Auftritte, auch bei Dave Brubeck und Paula Cole, und leitete eigene Gruppen. Auf einer Tournee von Cole lernte sie ihren späteren Mann, den Jazzdrummer Ben Wittman, kennen. 2007 wurde ihr zweites Album, From Sea to Sky, bei CBC veröffentlicht. Sting engagierte sie als Background-Sängerin; sie ist an seiner Live-DVD A Winter’s Night beteiligt. Auftritte mit Chris Botti, Suzanne Vega und anderen folgten. Ihr Album Tracing Light (2010) wurde für einen Juno Award nominiert. Sie hatte jährliche Auftritte in der Glenn Gould Hall. Ihr Album Live in Concert: Sold Out (2011) wurde von zahlreichen nordamerikanischen Sendern vorgestellt.
Biali konzentrierte sich in den nächsten Jahren neben ihrer Mutterschaft vor allem auf Trioauftritte in New York und Toronto. Zudem schrieb sie mehr eigene Songs und begann, diese auch zu arrangieren. Das Album House of Many Rooms (2014) wurde mit großem Orchester und dem Toronto Mass Choir aufgenommen. Biali wurde auch Mitglied im Crossover-Quartett Rose & the Nightingale, das mit Esperanza Spalding tourte. Jodi Proznick holte sie zu ihrem Album Sun Songs, das 2019 zu einer Juno-Nominierung für das Vocal Jazz Album of the Year führte. 
2017 moderierte Biali als Gastgeberin die nächtliche Jazz-Show Tonic bei CBC Radio 2, um dann die Leitung des Saturday Night Jazz-Programms des Senders zu übernehmen. Ihr 2018 veröffentlichtes gleichnamiges Album, zu dem auch Ambrose Akinmusire beitrug, wurde bei den Juno Awards 2019 mit einem Juno Award als bestes Vokaljazz-Album Kanadas ausgezeichnet.

## Diskographische Hinweise
- Introducing the Laila Biali Trio (2003)
- From Sea to Sky (CBC, 2007)
- Tracing Light (Selbstveröffentlichung, 2010)
- World Jazz for Haiti (2010)
- Live in Concert (2011)
- House of Many Rooms (Selbstveröffentlichung, 2014)
- Laila Biali (ACT, 2018)
- Out of Dust (ACT 2020)
- Your Requests (ACT 2023, mit Larnell Lewis, George Schuller sowie Kurt Elling, Grégoire Maret, Anat Cohen)